# Aerial
| Críticas profissionais | Críticas profissionais |
| Avaliações da crítica  | Avaliações da crítica  |
| Fonte                  | Avaliação              |
| ---------------------- | ---------------------- |
| allmusic               | link                   |
| BBC                    | (favorável) link       |
| The Guardian           | link                   |
| The Independent        | link                   |
| The Observer           | link                   |
| PopMatters             | link                   |
| Slant Magazine         | link                   |

Aerial é o oitavo álbum de estúdio da cantora e compositora inglesa Kate Bush, lançado em 2005.
O álbum recebeu a certificação de platina pela British Phonographic Industry por vendas superiores a 300.000 cópias no Reino Unido.
Em janeiro de 2006, Kate Bush foi nomeada para dois Brit Awards nas categorias de melhor artista britânica feminina solo e Mastercard álbum britânico do ano por Aerial.
Vendeu mais de 1.100.000 em todo o mundo.

## Faixas
Todas as faixas escritas e compostas por Kate Bush. 
| Disco um: A Sea of Honey |                                                      |         |  |
| N.º                      | Título                                               | Duração |  |
| 1.                       | "King of the Mountain"                               | 4:53    |  |
| 2.                       | "π" (lê-se pi, décima sexta letra do alfabeto grego) | 6:09    |  |
| 3.                       | "Bertie"                                             | 4:18    |  |
| 4.                       | "Mrs. Bartolozzi"                                    | 5:58    |  |
| 5.                       | "How to Be Invisible"                                | 5:32    |  |
| 6.                       | "Joanni"                                             | 4:56    |  |
| 7.                       | "A Coral Room"                                       | 6:12    |  |

Todas as faixas escritas e compostas por Kate Bush. 
| Disco dois: A Sky of Honey (primeiro lançamento) |                        |         |  |
| N.º                                              | Título                 | Duração |  |
| 1.                                               | "Prelude"              | 1:26    |  |
| 2.                                               | "Prologue"             | 5:42    |  |
| 3.                                               | "An Architect's Dream" | 4:50    |  |
| 4.                                               | "The Painter's Link"   | 1:35    |  |
| 5.                                               | "Sunset"               | 5:58    |  |
| 6.                                               | "Aerial Tal"           | 1:01    |  |
| 7.                                               | "Somewhere in Between" | 5:00    |  |
| 8.                                               | "Nocturn"              | 8:34    |  |
| 9.                                               | "Aerial"               | 7:52    |  |

| Disco três: A Sky of Honey (relançamento) |                           |         |  |
| N.º                                       | Título                    | Duração |  |
| 8.                                        | "An Endless Sky of Honey" | 42:00   |  |

## Desempenho nas paradas musicais
| Parada musical (2005)                     | Melhor posição |
| ----------------------------------------- | -------------- |
| Austrália — ARIA Albums Chart             | 25             |
| Áustria — Top 40 Albums                   | 23             |
| Bélgica (Valónia) — Belgian Albums Chart  | 20             |
| Bélgica (Flandres) — Belgian Albums Chart | 11             |
| Dinamarca — Danish Albums Chart           | 8              |
| Estados Unidos — Billboard 200            | 48             |
| Finlândia — Finnish Albums Chart          | 2              |
| França — SNEP                             | 12             |
| Itália — Italian Albums Chart             | 9              |
| Japão — Oricon Albums Chart               | 53             |
| Noruega — VG-lista                        | 4              |
| Países Baixos — MegaCharts                | 7              |
| Polónia — Polish Albums Chart             | 3              |
| Reino Unido — UK Albums Chart             | 3              |
| Suécia — Sverigetopplistan                | 7              |
| Nova Zelândia — New Zealand Albums Chart  | 22             |
| Suíça — Swiss Albums Chart                | 12             |

## Créditos
- Kate Bush – vocais, piano e teclados
- Peter Erskine, Stuart Elliott, Steve Sanger – bateria
- Eberhard Weber, John Giblin, Del Palmer – baixo
- Bosco D'Oliveira – percussão
- Dan McIntosh – guitarra elétrica e acústica
- Gary Brooker – órgão Hammond
- Rolf Harris – didgeridoo
- Lol Creme, Gary Brooker, Paddy Bush – vocal de apoio
- Michael Wood – vocal masculino na faixa "A Coral Room"
- Chris Hall – acordeão
- Richard Campbell, Susan Pell – violones
- Eligio Quinteiro – guitarra renascentista
- Robin Jeffrey – percussão renascentista
- Rolf Harris – como The Painter (o Pintor) (um personagem em "A Sky of Honey")
- Bertie (filho de Kate Bush) – como The Sun (o Sol) (um personagem em "A Sky of Honey")
- Del Palmer – engenheiro de gravação e mixagem
- James Guthrie – masterização
- Bill Dunne – "Bertie" arranjos de cordas
- Michael Kamen – arranjos orquestrais; London Metropolitan Orchestra regida por Michael Kamen no Abbey Road Studios
- Simon Rhodes – engenheiro
- Chris Bolster – engenheiro assistente
- Josephine Bartolinni – Tradução para o italiano